# Abraham Ovalle
Abraham Alberto Ovalle Ovalle (Santiago, 12 de marzo[cita requerida] de 1860-¿?, siglo XX) fue un político chileno.
Fue hijo de Ricardo Ovalle Errázuriz y de Carmen Ovalle Errázuriz. Se casó con Carmela del Solar Gandarillas.
Estudió en el Colegio San Ignacio y derecho en la Universidad de Chile. Juró como abogado en 1881. Perteneció al Partido Conservador, en el cual desempeñó varios cargos directivos. Además, fue agricultor y se contó entre sus propiedades los fundos Santa Rosa y El Carmen en Huechuraba.
En el gobierno de Pedro Montt Montt se desempeñó como ministro de Industria, Obras Públicas y Ferrocarriles desde el 7 de mayo de 1906 hasta el 18 de septiembre de 1906. Bajo el mandato de Ramón Barros Luco fue ministro del Interior del 6 de enero de 1912 al 23 de enero de 1912, cargo que dejó para asumir nuevamente el ministerio de Industria, Obras Públicas y Ferrocarriles entre el 23 de enero de 1912 y el 20 de mayo de 1912. Fue ministro subrogante de Guerra y Marina desde el 22 de marzo de 1912 hasta el 30 de marzo de 1912.
Se desempeñó como diputado por Linares, Parral, Loncomilla (1897-1900); Santiago (1906-1909); Talca, Curepto, Lontué (1909-1912). Ocupó el cargo de senador por Santiago (1915-1918, 1918-1921).